# 부강 보만정 및 검담서원 묘정비
부강 보만정 및 검담서원 묘정비(芙江 保晩亭 및 黔潭書院 廟庭碑)는 세종특별자치시 부강면에 있는, 동춘당 송준길(1606∼1672)이 강학공간으로 이용했던 정자인 보만정과 후학들이 그의 학문과 덕을 기리기 위해 세운 검담서원의 묘정비이다. 2002년 1월 11일 충청북도 문화재자료 제31호로 지정되었으나, 2012년 7월 1일 세종특별자치시 출범에 따라 2012년 12월 31일 세종특별자치시의 문화재자료 제10호로 지정되었다.

## 개요
동춘당 송준길(1606∼1672)의 후학들이 그의 학문과 덕을 기리기 위해 세운 검담서원의 묘정비와 강학공간으로 이용했던 정자인 보만정이다. 송준길은 조선 효종∼현종 때의 문신으로 예학에 매우 밝았다.
보만정은 원래 현종 10년(1669) 동춘당 송준길이 학문을 연구하며 여생을 마치려고 이곳 검담에 세운 정자이다. 숙종 20년(1694)에 송준길을 기리기 위해 검담서원을 세웠는데, 이 때부터 보만정은 검담서원의 강학공간으로 이용되었다. 고종 8년(1871) 서원이 훼철될 때 함께 없어졌다가 1920년대 초 다시 세워졌다. 보만정은 앞면 3칸, 옆면 3칸 규모로 내부에는 방이 있고, 대청마루와 툇마루가 있으며 방의 뒷면에 서고가 있다. 이 서고에는 동춘당 문집 판각(板刻)이 보관되어 있었다.
보만정 앞뜰 가운데에 서 있는 검담서원 묘정비는 받침부분과 몸돌, 머릿돌로 이루어져 있다. 영조 42년(1766)에 세워진 것으로 김원행(金元行)이 글을 짓고, 손자의 손자인 송명흠(宋明欽)이 썼다.
보만정은 조선 후기 강학공간으로서의 특성을 잘 나타내고 있으며, 건축적으로는 조선 후기에서 일제 강점기로 접어드는 과정에서의 특성을 잘 보여 주고 있다. 묘정비는 검담서원의 내력 및 동춘당 송준길의 일생에 대한 내용을 담고 있어 역사적 가치가 있다.

## 같이 보기
- 송준길

## 참고 자료
- 부강 보만정 및 검담서원 묘정비 - 국가유산청 국가유산포털
- 부강 보만정 및 검담서원 묘정비 - 세종특별자치시 문화/관광